# Phyllocycla neotropica
Phyllocycla neotropica – gatunek ważki z rodziny gadziogłówkowatych (Gomphidae). Występuje na terenie Ameryki Południowej.